# フィッシャー情報量

フィッシャー情報量（フィッシャーじょうほうりょう、英: Fisher information
） {\displaystyle {\mathcal {I}}_{X}(\theta )}は、統計学や情報理論で登場する量で、確率変数{\displaystyle X}が母数{\displaystyle \theta }に関して持つ「情報」の量を表す。統計学者のロナルド・フィッシャーに因んで名付けられた。

## 定義
{\displaystyle \theta }を母数とし、{\displaystyle X}を確率密度関数が{\displaystyle f(x|\theta )}で表される確率変数とする。
このとき、{\displaystyle \theta }の尤度関数{\displaystyle L(\theta |x)}は
{\displaystyle L(\theta |x)=f(x|\theta )\,}
で定義され、スコア関数は対数尤度関数の微分
{\displaystyle V(x;\theta )={\frac {\partial }{\partial \theta }}\ln L(\theta |x)}
により定義される。このとき、フィッシャー情報量{\displaystyle {\mathcal {I}}_{X}(\theta )}はスコア関数の2次のモーメント
{\displaystyle {\begin{aligned}{\mathcal {I}}_{X}(\theta )&=\mathrm {E} [V(x;\theta )^{2}|\theta ]\\&=\mathrm {E} \left[\left.{\biggl (}{\frac {\partial }{\partial \theta }}\ln L(\theta |x){\biggr )}^{2}\right|\,\theta \right]\end{aligned}}}
により定義される。紛れがなければ添え字の{\displaystyle X}を省略し、{\displaystyle {\mathcal {I}}(\theta )}とも表記する。なお、{\displaystyle X}に関しては期待値が取られている為、フィッシャー情報量は{\displaystyle X}の従う確率密度関数{\displaystyle f(x|\theta )}のみに依存して決まる。よって{\displaystyle X}と{\displaystyle Y}が同じ確率密度関数を持てば、それらのフィッシャー情報量は同一である。
スコア関数は
{\displaystyle \mathrm {E} [V(x;\theta )|\theta ]=0\,}
を満たす事が知られているので、
{\displaystyle {\mathcal {I}}_{X}(\theta )=\mathrm {var} (V(x;\theta ))}
が成立する。ここで {\displaystyle \mathrm {var} } は分散を表す。
また{\displaystyle \ln f(x|\theta )}が二回微分可能で以下の標準化条件
{\displaystyle \int {\frac {\partial ^{2}}{\partial \theta ^{2}}}f(X;\theta )\,dx=0,}
を満たすなら、フィッシャー情報量は以下のように書き換えることができる。
{\displaystyle {\mathcal {I}}(\theta )=-\mathrm {E} \left[{\frac {\partial ^{2}}{\partial \theta ^{2}}}\ln f(X;\theta )\right].}
このとき、フィッシャー情報量は、{\displaystyle f} の対数の{\displaystyle \theta }についての2次の導関数にマイナスを付けたものになる。フィッシャー情報量は、{\displaystyle \theta }についての最尤推定量付近のサポート曲線の「鋭さ」としてもとらえることができる。例えば、「鈍い」（つまり、浅い最大値を持つ）サポート曲線は、2次の導関数として小さな値を持つため、フィッシャー情報量としても小さな値を持つことになるし、鋭いサポート曲線は、2次導関数として大きな値を持つため、フィッシャー情報量も大きな値になる。

## フィッシャー情報行列
パラメータがN個の場合、つまり、{\displaystyle \mathbf {\theta } } がN次のベクトル{\displaystyle \theta =(\theta _{1},\theta _{2},\cdots ,\theta _{N})^{T}}であるとき、フィッシャー情報量は、以下で定義されるNxN 行列に拡張される。
{\displaystyle {\mathcal {I}}(\mathbf {\theta } )=\mathrm {E} \left[{\frac {\partial }{\partial \mathbf {\theta } }}\ln f(X;\theta ){\frac {\partial }{\partial \mathbf {\theta } ^{T}}}\ln f(X;\theta )\right].}
これを、フィッシャー情報行列(FIM, Fisher information matrix)と呼ぶ。成分表示すれば、以下のようになる。
{\displaystyle {\left({\mathcal {I}}\left(\theta \right)\right)}_{i,j}=\mathrm {E} \left[{\frac {\partial }{\partial \theta _{i}}}\ln f(X;\theta ){\frac {\partial }{\partial \theta _{j}}}\ln f(X;\theta )\right].}
フィッシャー情報行列は、NxN の正定値対称行列であり、その成分は、N次のパラメータ空間からなるフィッシャー情報距離を定義する。
{\displaystyle p}個のパラメータによる尤度があるとき、フィッシャー情報行列のi番目の行と、j番目の列の要素がゼロであるなら、2つのパラメータ、{\displaystyle \theta _{i}}と{\displaystyle \theta _{j}}は直交である。パラメータが直交であるとき、最尤推定量が独立になり、別々に計算することができるため、扱いやすくなる。このため、研究者が何らかの研究上の問題を扱うとき、その問題に関わる確率密度が直交になるようにパラメーター化する方法を探すのに一定の時間を費やすのが普通である。

## 基本的性質
フィッシャー情報量は
{\displaystyle 0\leq {\mathcal {I}}(\theta )<\infty \,}
を満たす。
また{\displaystyle X}，{\displaystyle Y}が独立な確率変数であれば、
{\displaystyle {\mathcal {I}}_{X,Y}(\theta )={\mathcal {I}}_{X}(\theta )+{\mathcal {I}}_{Y}(\theta )}　(フィッシャー情報量の加算性）
が成立する。すなわち、「{\displaystyle (X,Y)}が{\displaystyle \theta }に関して持つ情報の量」は
「{\displaystyle X}が{\displaystyle \theta }に関して持つ情報の量」と
「{\displaystyle Y}が{\displaystyle \theta }に関して持つ情報の量」の和である。
よって特に、無作為に取られたn個の標本が持つフィッシャー情報量は、1つの標本が持つフィッシャー情報量のn倍である（観察が独立である場合）。

### Cramér–Raoの不等式
{\displaystyle \theta }の任意の不偏推定量{\displaystyle {\hat {\theta }}}は以下のCramér–Rao(クラメール-ラオ)の不等式を満たす：
{\displaystyle \mathrm {var} ({\hat {\theta }})\geq {\frac {1}{{\mathcal {I}}(\theta )}}\,}
この不等式の直観的意味を説明する為、両辺の逆数を取った上で確率変数{\displaystyle X}への依存関係を明示すると、
{\displaystyle {\mathcal {I}}_{X}(\theta )\geq {\frac {1}{\mathrm {var} ({\hat {\theta }}(X))}}\,}
となる。一般に推定量はその分散が小さいほど(よって分散の逆数が大きいほど)母数{\displaystyle \theta }に近い値を出しやすいので、「よい」推定量であると言える。{\displaystyle \theta }を「推定する」という行為は、「よい」推定量{\displaystyle {\hat {\theta }}(X)}を使って{\displaystyle \theta }を可能な限り復元する行為に他ならないが、上の不等式は{\displaystyle X}から算出されたどんな不偏推定量であっても{\displaystyle X}が元々持っている「情報」以上に「よい」推定量にはなりえない事を意味する。

### 十分統計量との関係
一般に{\displaystyle T=t(X)}が統計量であるならば、
{\displaystyle {\mathcal {I}}_{T}(\theta )\leq {\mathcal {I}}_{X}(\theta )}
が成立する。すなわち、「{\displaystyle X}から計算される値{\displaystyle T=t(X)}が持っている{\displaystyle \theta }の情報」は「{\displaystyle X}自身が持っている{\displaystyle \theta }の情報」よりも大きくない。
上式で等号成立する必要十分条件は{\displaystyle T}が十分統計量であること。
これは{\displaystyle T(X)}が {\displaystyle \theta }に対して十分統計量であるならば、ある関数{\displaystyle f}および{\displaystyle g}が存在して
{\displaystyle f(X;\theta )=g(T(X),\theta )h(X)}
が成り立つ（ネイマン分解基準）事を使って証明できる。

## カルバック・ライブラー情報量との関係
{\displaystyle X_{\theta }}を母数{\displaystyle {\vec {\theta }}=(\theta _{1},\ldots ,\theta _{n})}を持つ確率変数とすると、カルバック・ライブラー情報量 {\displaystyle D_{\mathrm {KL} }}とフィッシャー情報行列は以下の関係が成り立つ。
{\displaystyle D_{\mathrm {KL} }(X_{{\vec {\theta }}+{\vec {h}}}\|X_{\vec {\theta }})={\frac {{}^{t}{\vec {h}}\cdot {\mathcal {I}}({\vec {\theta }})\cdot {\vec {h}}}{2}}+o(|{\vec {h}}|^{2})}
すなわちフィッシャー情報行列はカルバック・ライブラー情報量をテイラー展開したときの2次の項として登場する。（0次、1次の項は0）。

## 具体例

### ベルヌーイ分布
ベルヌーイ分布は、確率θ でもたらされる「成功」と、それ以外の場合に起きる「失敗」という2つの結果をもたらす確率変数が従う分布である（ベルヌーイ試行）。例えば、表が出る確率がθ、裏が出る確率が1 - θであるような、コインの投げ上げを考えれば良い。
n回の独立なベルヌーイ試行が含むフィッシャー情報量は、以下のようにして求められる。なお、以下の式中で、A は成功の回数、B は失敗の回数、n =A +B は試行の合計回数を示している。対数尤度関数の2階導関数は、
{\displaystyle {\begin{aligned}{\frac {\partial ^{2}}{\partial \theta ^{2}}}\ln {f(A;\theta )}&={\frac {\partial ^{2}}{\partial \theta ^{2}}}\ln \left[\theta ^{A}(1-\theta )^{B}{\frac {(A+B)!}{A!B!}}\right]\\&={\frac {\partial ^{2}}{\partial \theta ^{2}}}\left[A\ln(\theta )+B\ln(1-\theta )\right]\\&=-{\frac {A}{\theta ^{2}}}-{\frac {B}{(1-\theta )^{2}}}\end{aligned}}}
であるから、
{\displaystyle {\begin{aligned}{\mathcal {I}}(\theta )&=-\mathrm {E} \left[{\frac {\partial ^{2}}{\partial \theta ^{2}}}\ln(f(A;\theta ))\right]\\&={\frac {n\theta }{\theta ^{2}}}+{\frac {n(1-\theta )}{(1-\theta )^{2}}}\end{aligned}}}
となる。但し、Aの期待値はn θ、B の期待値はn (1-θ )であることを用いた 。
つまり、最終的な結果は、
{\displaystyle {\mathcal {I}}(\theta )={\frac {n}{\theta (1-\theta )}},}
である。これは、n回のベルヌーイ試行の成功数の平均の分散の逆数に等しい。

### ガンマ分布
形状パラメータα、尺度パラメータβのガンマ分布において、フィッシャー情報行列は
{\displaystyle {\mathcal {I}}(\alpha ,\beta )={\begin{pmatrix}\psi '(\alpha )&{\frac {1}{\beta }}\\{\frac {1}{\beta }}&{\frac {\alpha }{\beta ^{2}}}\end{pmatrix}}}
で与えられる。但し、ψ(α)はディガンマ関数を表す。

### 正規分布
平均μ、分散σ2の正規分布N(μ, σ2)において、フィッシャー情報行列は
{\displaystyle {\mathcal {I}}(\mu ,\sigma ^{2})={\begin{pmatrix}{\frac {1}{\sigma ^{2}}}&0\\0&{\frac {1}{2(\sigma ^{2})^{2}}}\end{pmatrix}}}
で与えられる。一方、分散σ2の代わりに標準偏差σをパラメータとしてとった場合のフィッシャー情報行列は
{\displaystyle {\mathcal {I}}(\mu ,\sigma )={\begin{pmatrix}{\frac {1}{\sigma ^{2}}}&0\\0&{\frac {2}{\sigma ^{2}}}\end{pmatrix}}}
で与えられる。

### 多変量正規分布
N個の変数の多変量正規分布についてのフィッシャー情報行列は、特別な形式を持つ。
{\displaystyle \mu (\theta )={\begin{pmatrix}\mu _{1}(\theta ),\mu _{2}(\theta ),\cdots ,\mu _{N}(\theta )\end{pmatrix}},}
であるとし、{\displaystyle \Sigma (\theta )}が{\displaystyle \mu (\theta )}の共分散行列であるとするなら、
{\displaystyle X}～{\displaystyle N(\mu (\theta ),\Sigma (\theta ))}のフィッシャー情報行列、{\displaystyle {\mathcal {I}}_{m,n}\,(0\leq ;m,n<N)}の成分は以下の式で与えられる。
{\displaystyle {\mathcal {I}}_{m,n}={\frac {\partial \mu }{\partial \theta _{m}}}\Sigma ^{-1}{\frac {\partial \mu ^{\top }}{\partial \theta _{n}}}+{\frac {1}{2}}\mathrm {tr} \left(\Sigma ^{-1}{\frac {\partial \Sigma }{\partial \theta _{m}}}\Sigma ^{-1}{\frac {\partial \Sigma }{\partial \theta _{n}}}\right),}
ここで、{\displaystyle (..)^{\top }}はベクトルの転置を示す記号であり、{\displaystyle \mathrm {tr} (..)}は、平方行列のトレースを表す記号である。また、微分は以下のように定義される。
{\displaystyle {\frac {\partial \mu }{\partial \theta _{m}}}={\begin{pmatrix}{\frac {\partial \mu _{1}}{\partial \theta _{m}}},&{\frac {\partial \mu _{2}}{\partial \theta _{m}}},&\cdots ,&{\frac {\partial \mu _{N}}{\partial \theta _{m}}}\end{pmatrix}}}
{\displaystyle {\frac {\partial \Sigma }{\partial \theta _{m}}}={\begin{pmatrix}{\frac {\partial \Sigma _{1,1}}{\partial \theta _{m}}}&{\frac {\partial \Sigma _{1,2}}{\partial \theta _{m}}}&\cdots &{\frac {\partial \Sigma _{1,N}}{\partial \theta _{m}}}\\\\{\frac {\partial \Sigma _{2,1}}{\partial \theta _{m}}}&{\frac {\partial \Sigma _{2,2}}{\partial \theta _{m}}}&\cdots &{\frac {\partial \Sigma _{2,N}}{\partial \theta _{m}}}\\\\\vdots &\vdots &\ddots &\vdots \\\\{\frac {\partial \Sigma _{N,1}}{\partial \theta _{m}}}&{\frac {\partial \Sigma _{N,2}}{\partial \theta _{m}}}&\cdots &{\frac {\partial \Sigma _{N,N}}{\partial \theta _{m}}}\end{pmatrix}}.}